# Avadhuta Gita

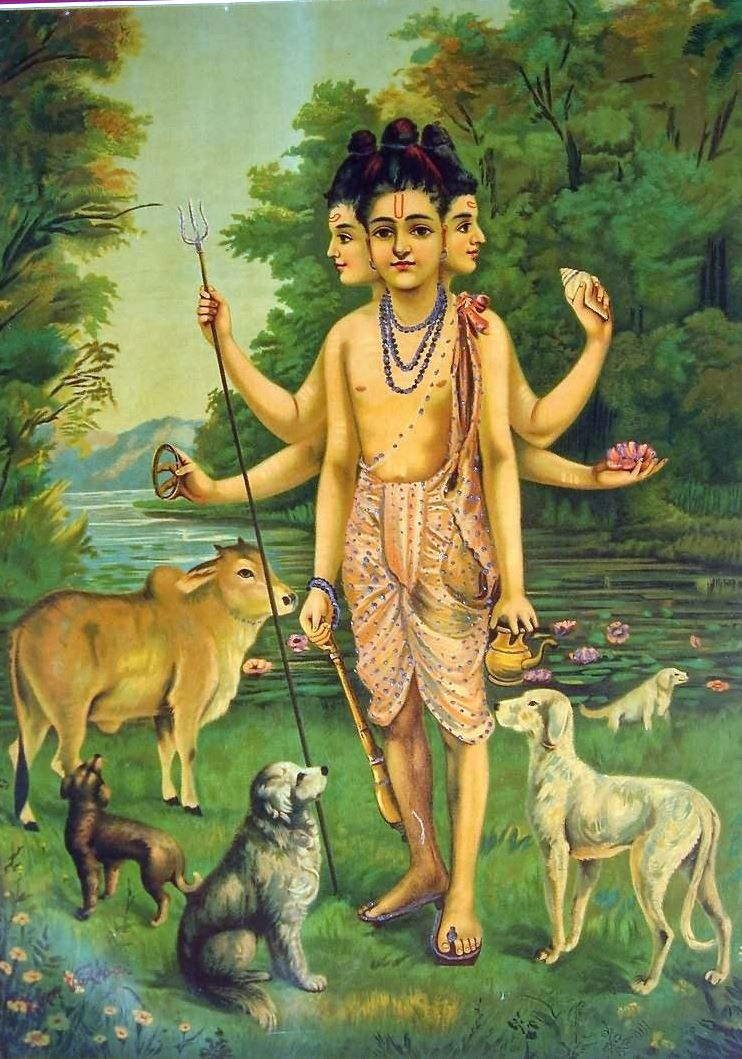
Dattātreya (lithographie de Ravi Varmâ, vers 1910).

Avadhūta Gītā (devanāgarī : अवधूतगीता) ou Avadhūtagītā (« chant du libéré » ou « chant du renonçant ») est un texte hindou qui s'inscrit dans le courant de l'advaïta. Il date probablement du IXe siècle. Il est attribué à Dattātreya, et ce texte aurait été transcrit pas deux disciples Swami et Kartika. Dattātreya est aussi le nom du sixième avatar de Vishnu dans le Bhâgavata Purâna. Ce texte est considéré comme un précurseur de la littérature tantrique.